# 中国驻摩尔多瓦大使馆
中华人民共和国驻摩尔多瓦共和国大使馆（羅馬尼亞語：Ambasada Republicii Populare Chineze în Republica Moldova），简称中国驻摩尔多瓦大使馆，是中华人民共和国驻摩尔多瓦的外交代表机构。